# Krátký, leč divuplný život Oskara Wajda
Krátký, leč divuplný život Oskara Wajda (2007) (originál The Brief Wondrous Life of Oscar Wao) je román amerického spisovatele Junota Díaze, autora původem z Dominikánské republiky, který se však v dětství s matkou přestěhoval za otcem do New Jersey a nyní žije v New Yorku. V roce 2008 získal Junot Díaz za tuto knihu Pulitzerovu cenu.

## Děj
Hlavní postava Oskar (narážka na Oscara Wilda) je milý, ale značně obtloustlý nýmand, který v New Jersey sní o tom, že se stane dominikánským Tolkienem a že díky tomu najde konečně lásku. Možná se mu to ale nikdy nemá splnit, protože jeho rodinu už po několik generací pronásleduje prastará kletba zvaná fukú, jež je sužuje různými pohromami, smůlou a hlavně nešťastnými láskami. Oskar stále jen teprve sní o svém prvním polibku a zdá se být zatím poslední obětí rodinné kletby, když se jednoho osudového léta rozhodne, že s fukú skoncuje. Ve jménu lásky je třeba riskovat všechno.

## Recenze knihy v českých médiích
- OLEHLA, Richard. Díaz, Junot: Krátký, leč divuplný život Oscara Wajda 1. iLiteratura.cz [online]. 2009-11-2. Dostupné online. ISSN 1214-309X.
- ULMANOVÁ, Hana. O dvojí tváři Ameriky. Respekt [online]. 2009-12-6 [cit. 2020-12-25]. Dostupné online. ISSN 1801-1446.
- VALENTA, Luboš. Díaz, Junot: Krátký, leč divuplný život Oscara Wajda 2. iLiteratura.cz [online]. 2010-1-24. Dostupné online. ISSN 1214-309X.